# Мизюк, Александр Павлович
Алекса́ндр Па́влович Мизю́к (укр. Олександр Павлович Мизюк; род. 31 мая 1995, Изюмское, Харьковская область) — украинский футболист, защитник клуба «Металлист».

## Биография
В турнирах ДЮФЛ Украины выступал за донецкий «Олимпик-УОР» и купянскую «Мрию». На взрослом уровне начал заниматься в клубах любительского уровня. В 2017 году присоединился к клубу «Волчанск», который выступал в первенстве Харьковской области. Дважды вместе с клубом выиграл чемпионат области, а в 2019 году стал финалистом любительского кубка Украины, благодаря чему в составе «Волчанска» принял участие в Кубке Украины.
В 2020 году перешёл в новосозданный «Металл», который через год трансформировался в «Металлист». 28 августа 2020 года в матче на Кубок Александр Мизюк дебютировал в составе харьковского клуба. В 2021 году в составе «Металлиста» выиграл турнир Второй лиги чемпионата Украины, а в следующем сезоне вместе с командой завоевал право выступать в Премьер-лиге. Дебютировал в элитном дивизионе украинского футбола 24 августа 2022 года, выйдя в стартовом составе в выездном матче против львовского «Руха»

## Достижения
«Металлист»
- Победитель Второй лиги Украины: 2020/21

«Карпаты» (Львов)
- Серебряный призёр Первой лиги Украины: 2023/24